# Abraham Speijer
Abraham Speijer (Amsterdam, 19 november 1873 - aldaar, 5 september 1956) was een Nederlands schaakmeester. Hij werd in het begin van de twintigste eeuw beschouwd als een van de beste schakers van Nederland.

## Loopbaan
Speijer nam in het eerste decennium van de twintigste eeuw deel aan een groot aantal internationale toernooien, waaronder een in 1903 in Hilversum (hij werd vierde, winnaar was Paul Saladin Leonhardt), en twee in 1909: in Sint-Petersburg werd hij zeventiende, ruim achter de winnaars Akiba Rubinstein en Emanuel Lasker, maar in München werd hij gedeeld eerste. Datzelfde jaar participeerde de Amsterdammer in het eerste Nederlands kampioenschap schaken in Leiden, waar hij op de gedeelde eerste plaats eindigde, samen met Adolf Olland. Laatstgenoemde werd echter als enige erkend als de winnaar.
Hij werd vijftiende tijdens het DSB-congres in Hamburg in 1910 (Carl Schlechter won), eindigde als twaalfde in Cheltenham in 1913, opnieuw als twaalfde in Scheveningen datzelfde jaar (winnaar was Aleksandr Aljechin), werd gedeeld eerste in Richmond in 1912; verdiende zilver achter E.G. Sergeant in het Hastings International Chess Congress in 1919 (een B-toernooi), won in Edinburgh in 1920, speelde dat jaar gelijk met Samuel Factor voor de tweede/derde plaats in Rotterdam, achter Rubinstein, en kwam op een gedeelde 10e/11e plaats in Scheveningen in 1923 (in een 10+10-systeem, met Paul Johner en Rudolf Spielmann als winnaars).
Speijer speelde in zijn carrière tegen een aantal zeer bekende schakers. Zo verloor hij in 1908 in zijn woonplaats Amsterdam een tweekamp van regerend wereldkampioen Emanuel Lasker (0,5-2,5), en tweemaal moest hij zijn meerdere erkennen in Max Euwe: in 1921 (1-4) en in 1923 (0,5-3,5). Ook deze wedstrijden werden in Amsterdam gehouden.